# ChIP-sequencing
Chromatine immunoprecipitatie-sequencing, afgekort tot ChIP-seq (Engels: Chromatin Immunoprecipitation Sequencing), is een relatief nieuwe moleculaire laboratoriumtechniek die het mogelijk maakt om DNA-bindingsplaatsen van een specifiek eiwit in kaart te brengen. Hierbij worden de stukken DNA die gebonden zijn aan het specifieke eiwit opgevangen met behulp van gesynthetiseerde immunoglobulinen om nadien de stukken DNA te sequencen. De verkregen DNA-sequenties worden vervolgens door middel van softwaretools geanalyseerd om de kwaliteit van de ChIP-seq en eventuele DNA-bindingsplaatsen te beoordelen.

Schematische weergave van het ChIP-sequencing protocol